# U-980
Unterseeboot 980 foi um submarino alemão do Tipo VIIC, pertencente a Kriegsmarine que atuou durante a Segunda Guerra Mundial.
O U-980 esteve em operação entre os anos de 1943 e 1944, realizando neste período uma patrulhas de guerra, na qual não afundou nenhuma embarcação aliada.
Foi afundado  por carcas de profundidade lançadas por uma aeronave canadense Catalina (RCAF Sqdn. 162/B) no dia 11 e junho de 1944, causando a morte de todos os 52 tripulantes.

## Comandantes
| Comandante           | Data                                     |
| -------------------- | ---------------------------------------- |
| Kptlt. Hermann Dahms | 27 de maio de 1943 - 11 de junho de 1944 |

## Subordinação
Durante o seu tempo de serviço, esteve subordinado às seguintes flotilhas:
| Período                                  | Flotilha                  |
| ---------------------------------------- | ------------------------- |
| 27 de maio de 1943 - 31 de maio de 1944  | 5. Unterseebootsflottille |
| 1 de junho de 1944 - 11 de junho de 1944 | 7. Unterseebootsflottille |

## Coordenadas
1. ↑  em posição 63° 07' N 0° 26' E